# Arab zene
Az arab zene (arabul : الموسيقى العربية , romanizálva: al-mūsīqā al-ʿArabīyah) az arab világ zenéje, annak mindenféle zenei stílusával és műfajával együtt. Az arab országokban gazdag és változatos a zenei stílus, és mindegyik országnak és régiónak megvan a maga hagyományos zenéje.
Az arab világ egyik domináló kulturális központja a legnépesebb város, Kairó, de a zenei újítások és regionális stílusok révén Bejrút és más városok is központtá váltak Marokkótól az Arab-félszigetig.

## A hagyományos arab zene
A hagyományos arab zene főleg dalokból és varázsigékből állt. Két Arábiából származó stílus az ókori beduin huda (karaván-dal) és a buka, mely egyfajta temetési sirató dal. Ez a vokális zene olyan skálákon alapul, amelyek sokkal több hangmagasságot tartalmaztak, mint a mai nyugati zenében megtalálható, még mikrotónusnak nevezett félhangok is voltak benne. Ezek a hangközök, valamint az improvizatív éneklési mód nagy részben meghatározzák az arab dalokat.
Az arab zene az európai zene hangközeinél kisebbeket is használ, így például az egész hangot nem két félhangra, hanem három részre osztják. Ebből következően sokkal több hangsor jöhet létre: elméletileg akár százötven is. Míg Európában a dúr és a moll hangsor a meghatározó, az arabok zenéje harmad- és negyedhangközökben szólal meg. A hanglépcsőt, a dallammodellt makámnak nevezik.
A hangrendszerének az alapja a tetrachord. A ma ismert heptaton (hétfokú) hangrendszer későbbi képződmény, de ugyanúgy jellemzők rá az európai füllel nehezen érzékelhető árnyalatok.
A heterofónia a zene domináns formája, szemben az európai művészzenében jellemző monofóniával vagy polifóniával. 
A többszólamúság, melyet az elméleti rendszerek nem szabályoznak, gyakran jelentkezik. 
A hangszerek, illetve az énekesek nagyjából unisono énekelnek (azonos dallamvonalakat), de egyik-másik díszítve, kolorálva, magyarán: cifrázva szólaltatja meg a melódiát, ily módon bizonyos kezdetleges többszólamúságot honosítva meg a zenélésben.
Az énekstílus gutturális, azaz a hangokat mélyen a torokban képzi, s gazdag magánhangzókra énekelt, hosszan elnyújtott, rögtönzött melizmákban.
Az arab zene még nem veszítette el szakrális jellegét. A keleti ember közelebb áll a szellemi világhoz, mint az európai. Az osztrák-brit zenetudós, Egon Wellesz alapján az arab zene nem ismeri az idő fogalmát. Egy-egy ének- vagy zeneszám órákig is eltarthat. A hallgató nem vesz részt aktív figyelemmel az előadásban, nem törődik a mű formai felépítésével, hanem mágikus módon összekapcsolódik a zenével, engedi, hogy az magával ragadja.

## Az iszlám zene
Az iszlám megjelenésekor Mohamed és a vallás más korai vezetői fenntartással viseltettek a zenével szemben, hogy az túl könnyen eltereli a hívők figyelmét az imádságtól. Ennek ellenére egyfajta zene fontos szerepet játszott az istentiszteleteken. Mohamed maga rendelte el, hogy a müezzin meghatározott órákban imára hívja az embereket (adzán). Bár maga az adzán nem zenei műfaj, azért öltött zenei formát, mert az emelt hanghordozás, a melódiává szélesedő kiáltás nagyobb távolságra tudta eljuttatni Allah egyedülvalóságának gondolatát. Ezek a minaretből felhangzó hívások komoly zenei teljesítményekké váltak. A számos helyen megtalálható énekelt imák szintén vokális rögtönzésre adtak lehetőséget. Ezért a müezzinek többnyire jól képzett és gyakorlott énekesek, akik előkelő helyet töltenek be minden mecsetben.
Az iszlám vallásos gyakorlatában az adzán mellett fontos szerepet tölt be a Korán-felolvasás, a kirát. E szent szövegek, amelyet kötelezően előírt formulák foglalnak keretbe („Allah óvjon meg a Sátántól!”, ill. „Allah hatalmas!”); – miként az adzán, – ez is beolvasztott bizonyos elemeket a világi zene makám gyakorlatából. Gazdagon vokalizált, melizmákkal ékesített dallamívekké szélesedhet.
Az iszlám vallási gyakorlata nem ismeri a szó eredeti értelmében vett liturgikus zenét, az adzán és a kirát kantillációja azonban többé-kevésbé mégis annak számítható, hiszen szoros kapcsolatban áll az istentisztelettel és kötött előírások szabályozzák.

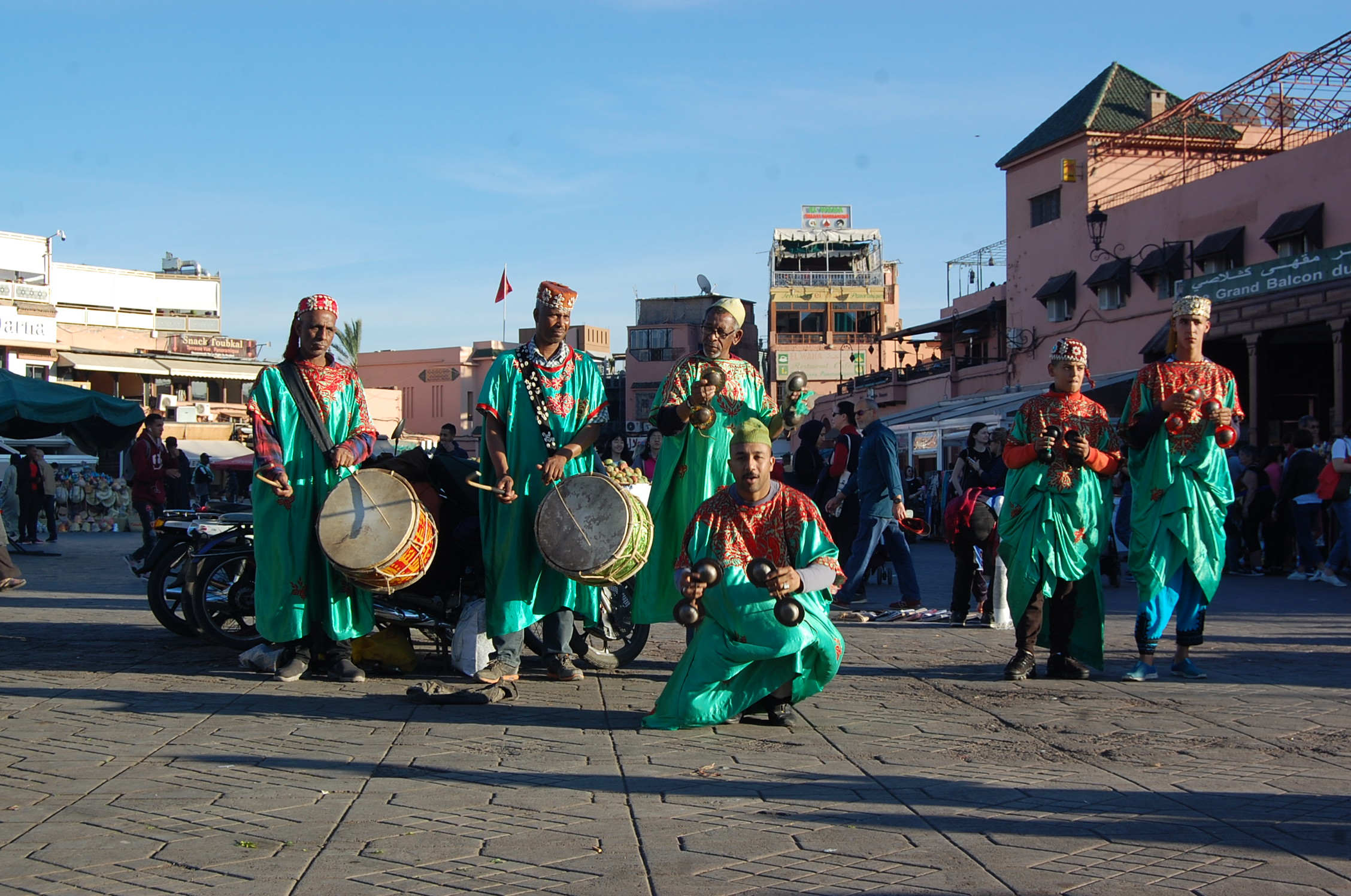
Gnaua zenészek Marokkóban

A mecseteken túl az iszlám más zenei formákra is hatással volt. Dalok és kórusművek születtek, amelyeket fuvolákkal és dobokkal kísértek, és a Mekkába tartó zarándokok énekelték.
Megtaláljuk a ramadánnal összefüggő ájtatos énekeket, amelyeket az egész napon át tartó böjt végeztével, a hűvösebb esti órákban énekeltek.

### Szúfi
A szúfi zene  az iszlám szúfi irányzatának áhítatos zenéje, amelyet olyan szúfi költők művei inspiráltak, mint Rúmi, Háfiz, Amir Khusrow stb. Ezen belül a kavváli  főleg az indiai szubkontinens zenéje, míg a gnaua  Északnyugat-Afrikában jellemző.
A gnaua  hagyományos gyakorlata Marokkóban koncentrálódik  és a rituális költészetet ötvözi a hagyományos zenével és tánccal.
Vannak dervisrendek, amelyekben a csendes meditáció, az önsanyargatás és a különböző test- és légzésgyakorlatok révén próbálnak eljutni a transz állapotáig. Más rendekben viszont a zene és az önkívületig fokozott tánc szolgálja ugyanezt. A táncoló dervisek extázisba hajló táncokat mutatnak be fuvolák, hegedűk és dobok hangjaira, körbe-körbe forogva, misztikus élményt nyújtva ezzel.
Az elmúlt évtizedekben a szúfi zene a globalizált szúfizmus esztétikai lényegének kifejezőjévé vált, miközben el is távolodott a szúfi miszticizmustól. Annak következtében, hogy elszakadt a szúfizmustól, valamint a vallási gyakorlat esztétikai kritizálhatósága miatt a szúfi zene fontos új jelentésekre tett szert. Mindenekelőtt elhárultak előtte a zenei stílus és a vallási szerep állította akadályok. A 21. század elején a szúfi zenének mint populáris zenének az ontológiai és episztemológiai jelentései alapvetően esztétikaiak.

## Műfajok
Az arab könnyűzenei videók a legnépszerűbbek a közel-keleti Levantén és Észak-Afrikában a helyi fiatalok körében. Számos Arab-félszigeti ország viszont jól ismert, hogy betiltják vagy cenzúrázzák az általuk nem megfelelőnek tartott zenei videókat. Nézetük szerint a nem megfelelő zene elvonja a hívők figyelmét az istenszolgálatokról.
A könnyűzenében nem használnak háromnegyedhang alapú makámokat, csak dúrt és mollt. Ez nem csak a globalizálódó ízlés miatt van így: a nyugati „temperált” hangszerek nem is képesek ezek megszólaltatására, csak a népi hangszerek.

### Arab R&B, reggae és hip-hop
A R&B, a reggae és a hip hop hatására megjelent ez a műfaj az arab világban is.

### Arab dzsessz
Ziad Rahbani libanoni zeneszerző úttörő szerepet játszott a mai arab dzsessz mozgalomban.
A műfajnak egy másik figyelemre méltó előadója Reem Kelani palesztin énekesnő és csapata, mely vegyíti a dzsesszt az arab zenével.

### Arab electronica
Az elektronikus tánczene egy modern műfaj, amely népszerűvé válik. Az ebben a műfajban szereplő dalokban is kombinálják az elektronikus hangszereket a hagyományos közel-keleti hangszerekkel. Az olyan művészek, mint pl. az ausztrál születésű Richii olyan dalokkal népszerűsítették ezt a stílust, mint az "Ana Lubnaneyoun".

### Arab rock
A rockzene az egész világon népszerű, ez alól az arab világ sem kivétel. Az elmúlt évek során sok arab rockegyüttes jelent meg, amely a nyugati rock és a metal dallamát egyesítette a hagyományos arab hangszerek hangjaival.

### Arab popzene
Az arab pop  ötvözi a nyugati popzenét a különböző regionális arab stílusok elemeivel. Részben modern nyugati hangszereket használ, beleértve az elektromos gitárt, valamint hagyományos közel-keleti hangszereket.
Részben az egyiptomi Kairóban készül és onnan származik; míg Bejrút a másodlagos fő központ. 
Regionális stílusok például az algériai raï, az egyiptomi al-Jeel, az arab-félszigeti halidzsi.

## Regionális zenei stílusok

### Észak-Afrika
Észak-Afrika arab meghódításától kezdve (7. század) az észak-afrikai Magreb zenéjében arab elemek keverednek berber elemekkel. A kölcsönhatás eredményeképp alakult ki a nyugati arabság zenestílusa.
A Spanyolországból kiűzött mórok Észak-Afrikában telepedtek le. A mór udvari zenekultúra maradványai ma is élénken élnek a Magreb területén, amelyet klasszikus andalúz vagy arab-andalúz zenének  neveznek. Többféle stílusa alakult ki.
Az ún. malúfot kis zenekarok játsszák, amely hegedűkből, dobokból, szitár-félékből és fuvolákból áll. A ritmusokban a modern malúf a berber zene néhány elemével rendelkezik, de a klasszikus andalúz zene egyik utódjának tekintik. Tunéziában egyesek a nemzeti identitás egyik jelképének is tekintik.
A berber zene  Afrika északnyugati részén terjedt el, de régiónként nagyon eltérő. Számszerűleg a legtöbb berber népcsoport Marokkóban él, és zenéjük viszonylag a legtisztábban őrzi az autochton berber zenei tradíciót.
A Szaharában élő tuaregek zenéje olyan ritmusokat és vokális stílusokat használ, amelyek hasonlóak a többi berber, ibériai és arab zenéhez, miközben a nyugat-afrikai hívás-válasz   stílusú éneklés is gyakori.  A régió sok népével ellentétben a tuareg zenélés leginkább a nők területe. A tuareg esküvők egyedülálló zenei stílusokat mutatnak be. A Tinariwen egy nemzetközi sikert elért tuareg zenekar.
Egyiptomban a modern stílusok közé tartozik a Shaabi, az el-dzsíl (Al Jeel) és az egyiptomi pop. Algéria modern stílusa a raï.
Főbb stílusok:
- Al Jeel (Egyiptom)
- Shaabi (Egyiptom)
- Mawwal (Egyiptom)
- Semsemya (Egyiptom)
- Arab-andalúz (wd) (Marokkó, Algéria, Tunézia)
  - Malúf (malouf) (Algéria, Tunézia, Líbia)
- Chaabi (Marokkó, Algéria)
- Gnaua (wd) (Marokkó, Algéria)
- Haqibah
- Malhun (Marokkó)
- Mezwed (Tunézia)
- Raï (Algéria)

### Közel-Kelet és Arab-félsziget
Bejrút a Közel-Kelet egyik fő zenei központja. Az 1960-as évek elején Fajrúz forradalmasította a libanoni zenét azzal, hogy az egész arab világon ismertté tette. Rajta kívül még sok libanoni énekes az arab világ sztárjává vált.
Szíria nagy szerepet játszik a keresztény egyházi zene történetében, itt bukkantak fel az első keresztény himnuszok. Az arab hódítás után Szíria egy időre az arab műveltség központjává vált, minthogy az Omajjád-dinasztia Damaszkuszt választotta székhelyéül. Ekkor terjedtek el az arab hangszerek. Ma énekes műfajként az insad és a tartil , hangszeres műfajként pedig a bisraf és a takszim  ismeretes.
Főbb stílusok:
- Adani
- Ardah
- Ardham
- Bandari Khaliji
- Dazah
- Fann at-Tanbura
- Fijiri
- Khabayti
- Halidzsi
- Khuwizaani
- Liwa
- Mizmar
- M'alayah
- Rumba Khaliji
- Samri
- Sawt
- Shaabi Khaliji
- Yanbaawi
- Yowla
- Zafah Khaliji

## Neves művészek
Neves művészek:

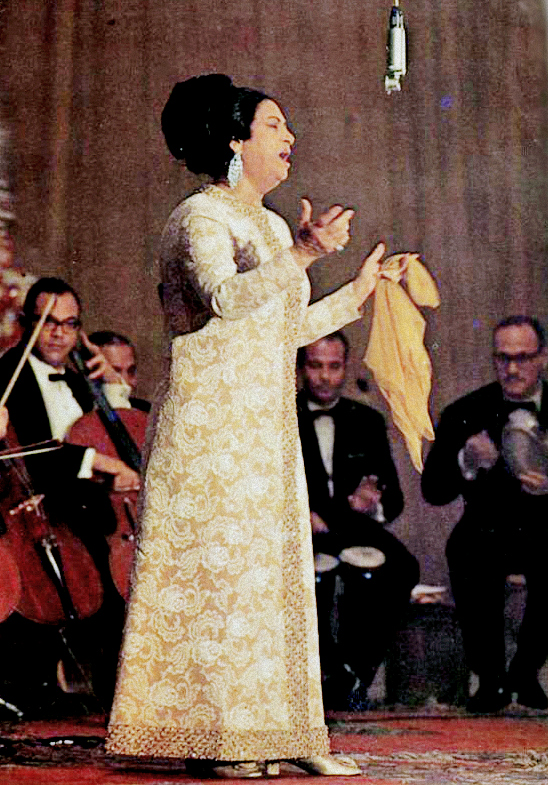
Umm Kulthum

- Umm Kulthum (wd) (1898-1975), egyiptomi énekesnő, az arab klasszikus ének legendája
- Larbi Bensari (1867-1964): az arab-andalúz zene algériai mestere,
- Fajrúz (1935-)
- Yûsuf al-Manyalâwi (1857-1912),
- Sayed Darwich
- Mohammed Abdel Wahab (1907-1991)
- Abdel Halim Hafez (1929-1977)
- Farid El Atrache (1915-1974)
- Rachid Taha (1958-2018)

### Popzene
- Kazem al-Saher,
- Navál az-Zogbi,
- Samira Said,
- Amr Diab,
- Elissa,
- Farid al-Atrash,
- Tamer Hosny,
- Cheb Khaled,
- Cheb Mami,
- George Wassouf,
- Nenszi Azsram,
- Wael Kfoury (1974) libanoni énekes.
- Tamer Hosni (1977) egyiptomi popénekes.
- Ragheb Alama (1962) libanoni popénekes.
- Ziv Yehezkel (1984) iraki származású énekes
- Fawzy Al Aiedy (1950), iraki származású énekes
- Oum (1978) marokkói énekes,
- Hiba Tawaji (1987) libanoni énekes,
- Mohammed Assaf (1989) palesztin arab popénekes
- Malouma (1960), mauritániai énekes
- Saad Lamjarred (1985) marokkói énekes

## Hagyományos hangszerek

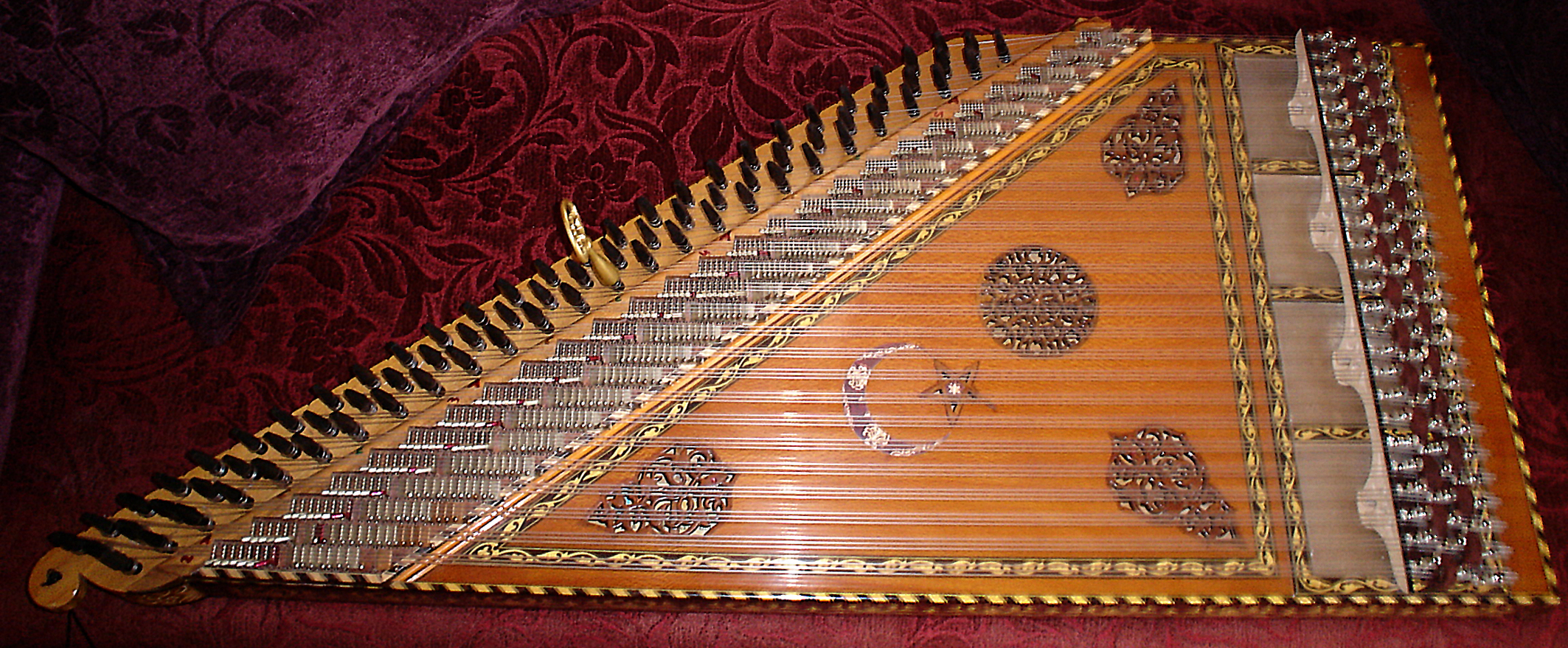
Kánún
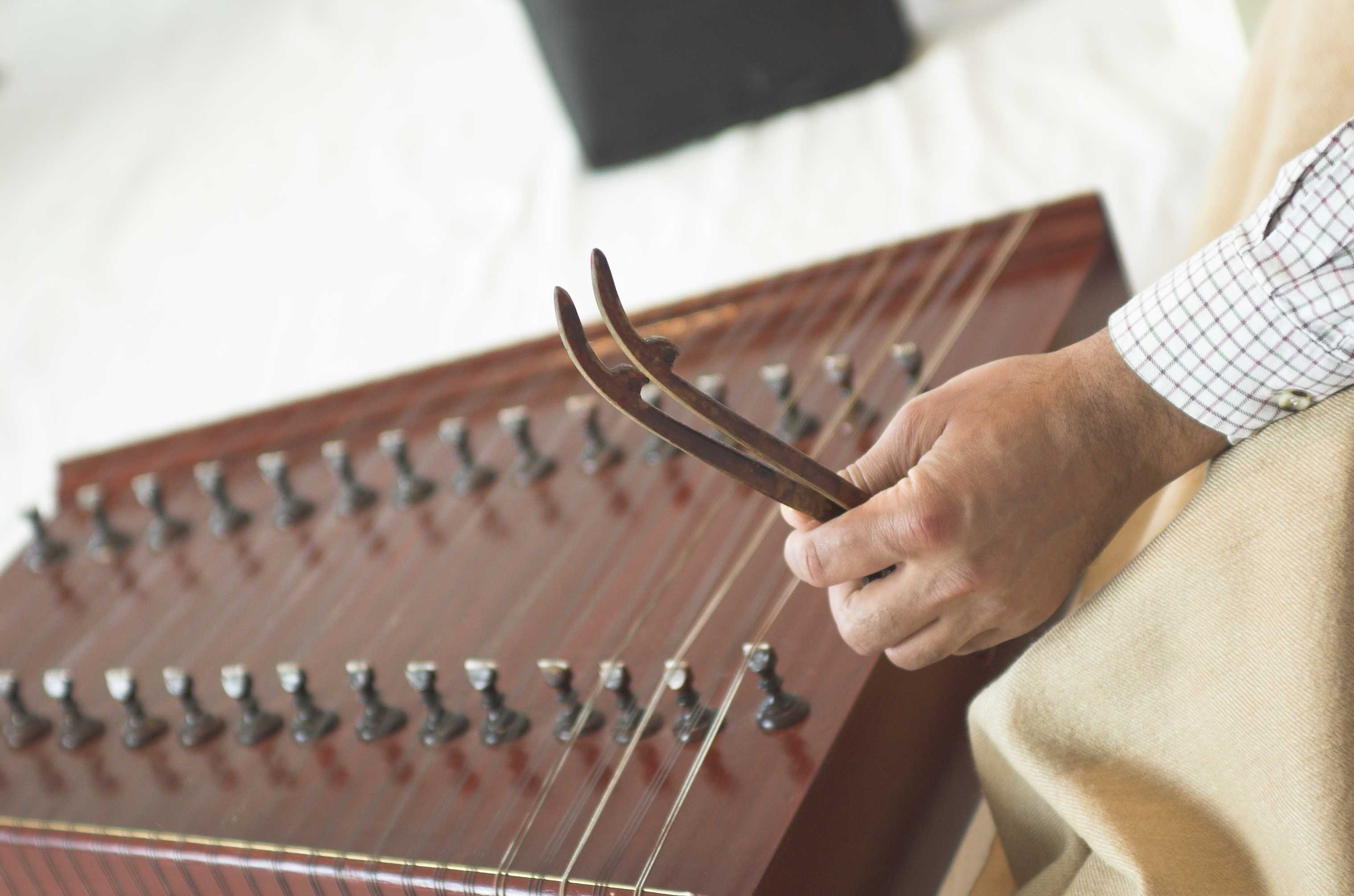
Szantúr
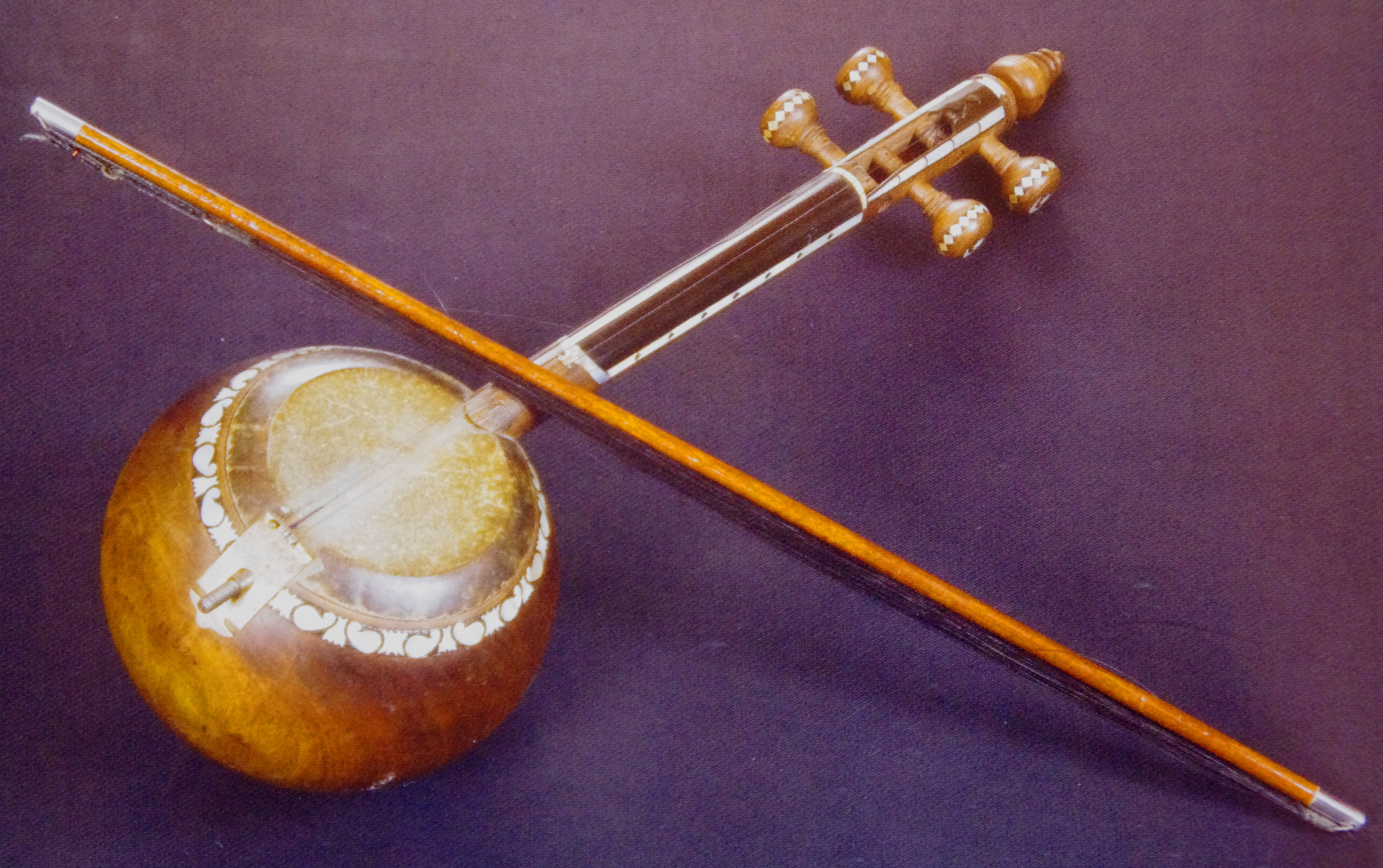
Kamándzsa (hegedűféle)
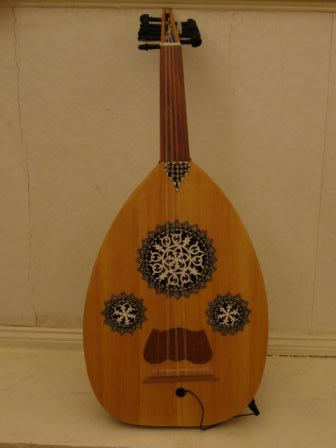
Úd (rövid nyakú lant)
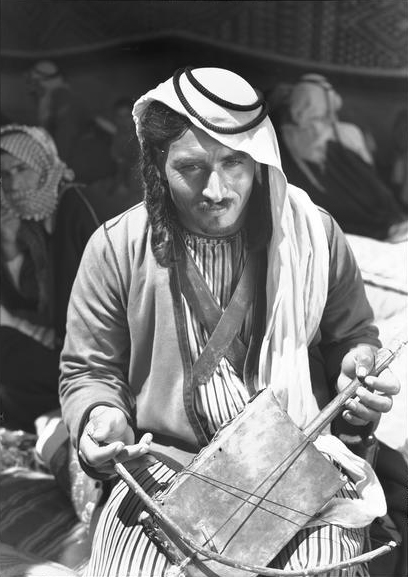
Négyszögletű rebáb
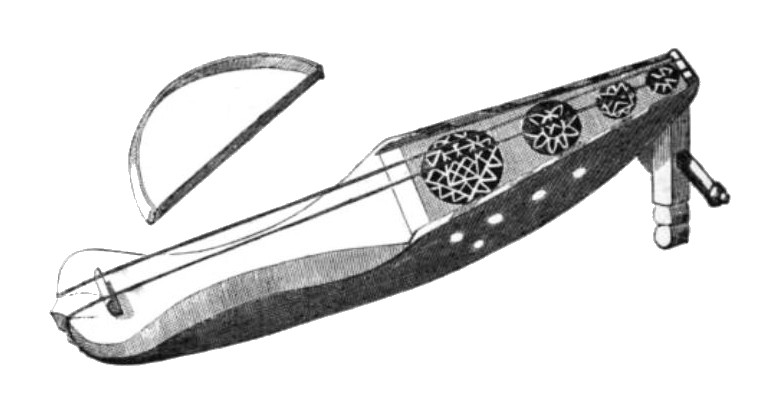
Maghribi rebáb
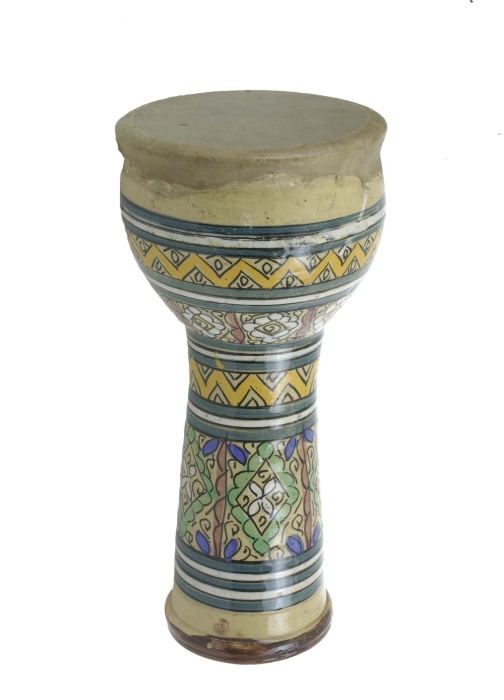
Észak-afrikai darbuka
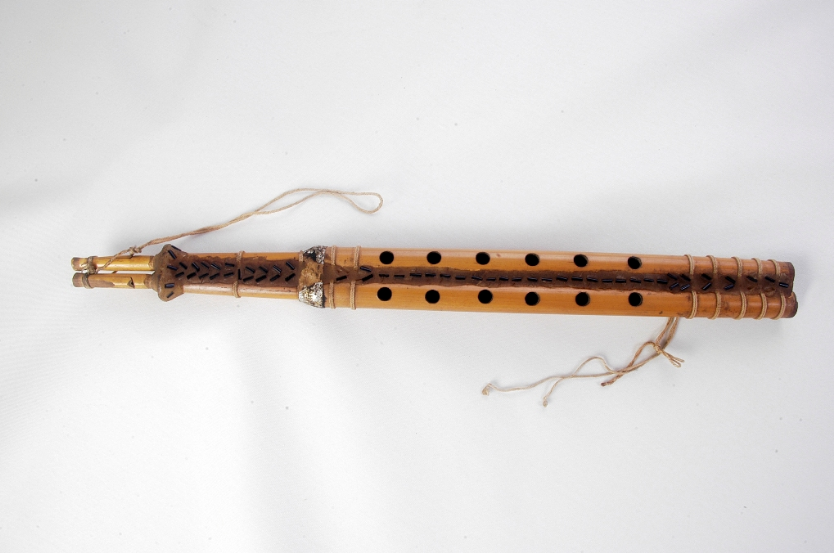
Zummara (klarinét)
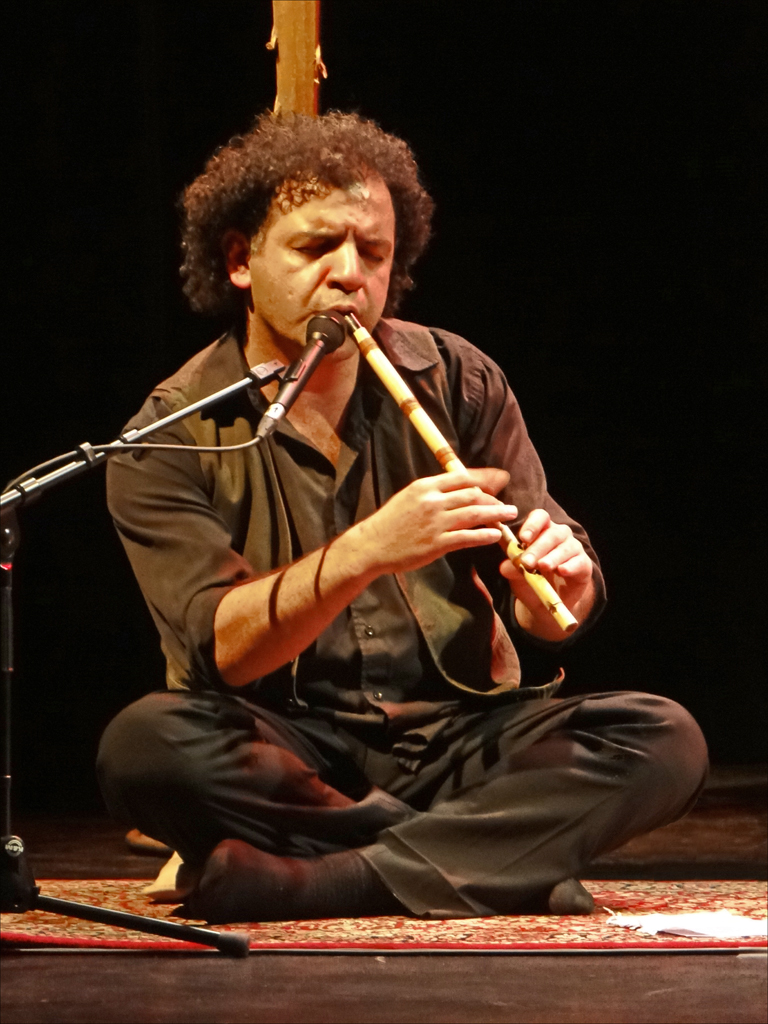
Ney v. nay (furulya)
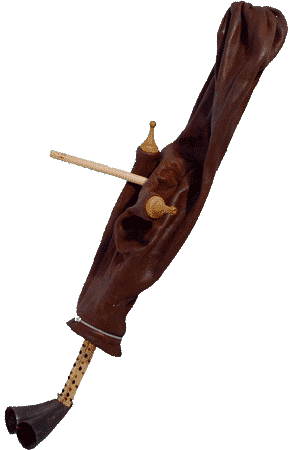
Mizwad, dudafajta, főleg Tunéziában és Líbiában
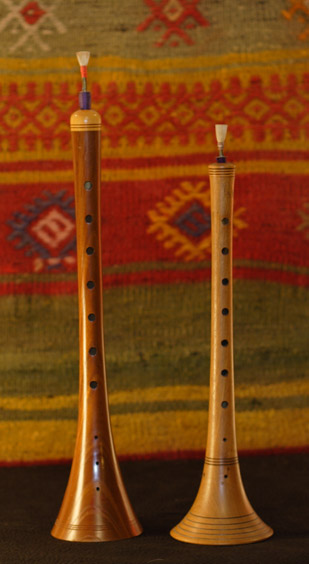
Mizmar, nádfúvós oboa, hasonló mint a zurna
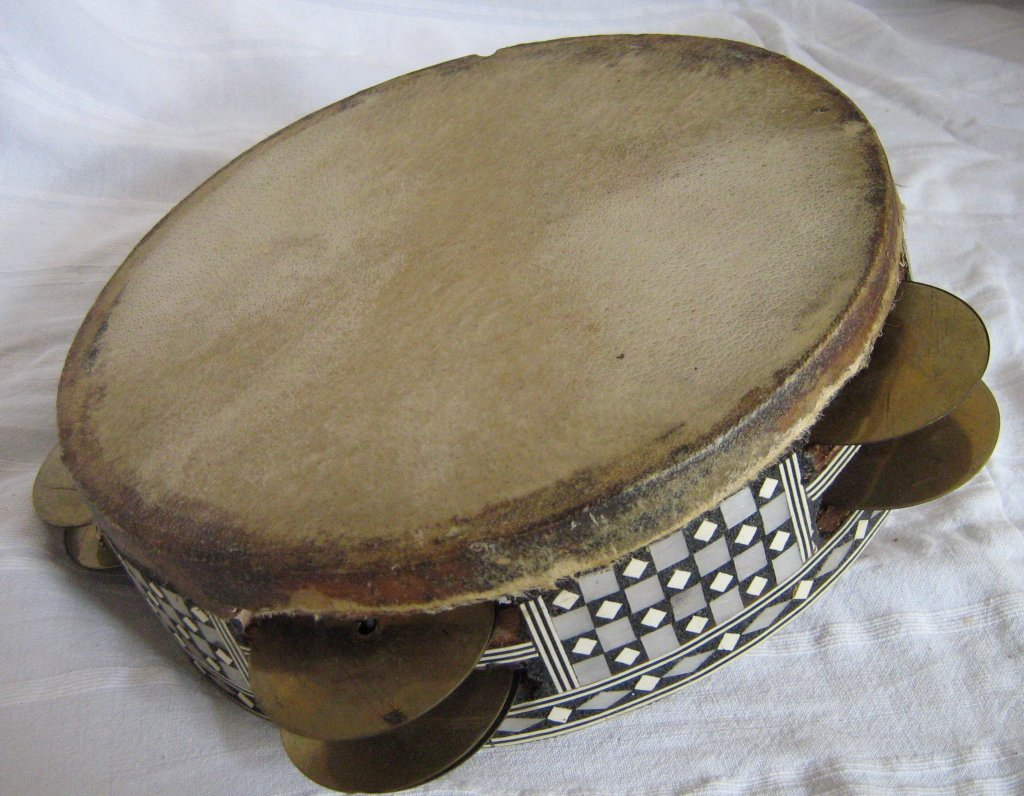
Riq, egyfajta tamburin (csörgődob)
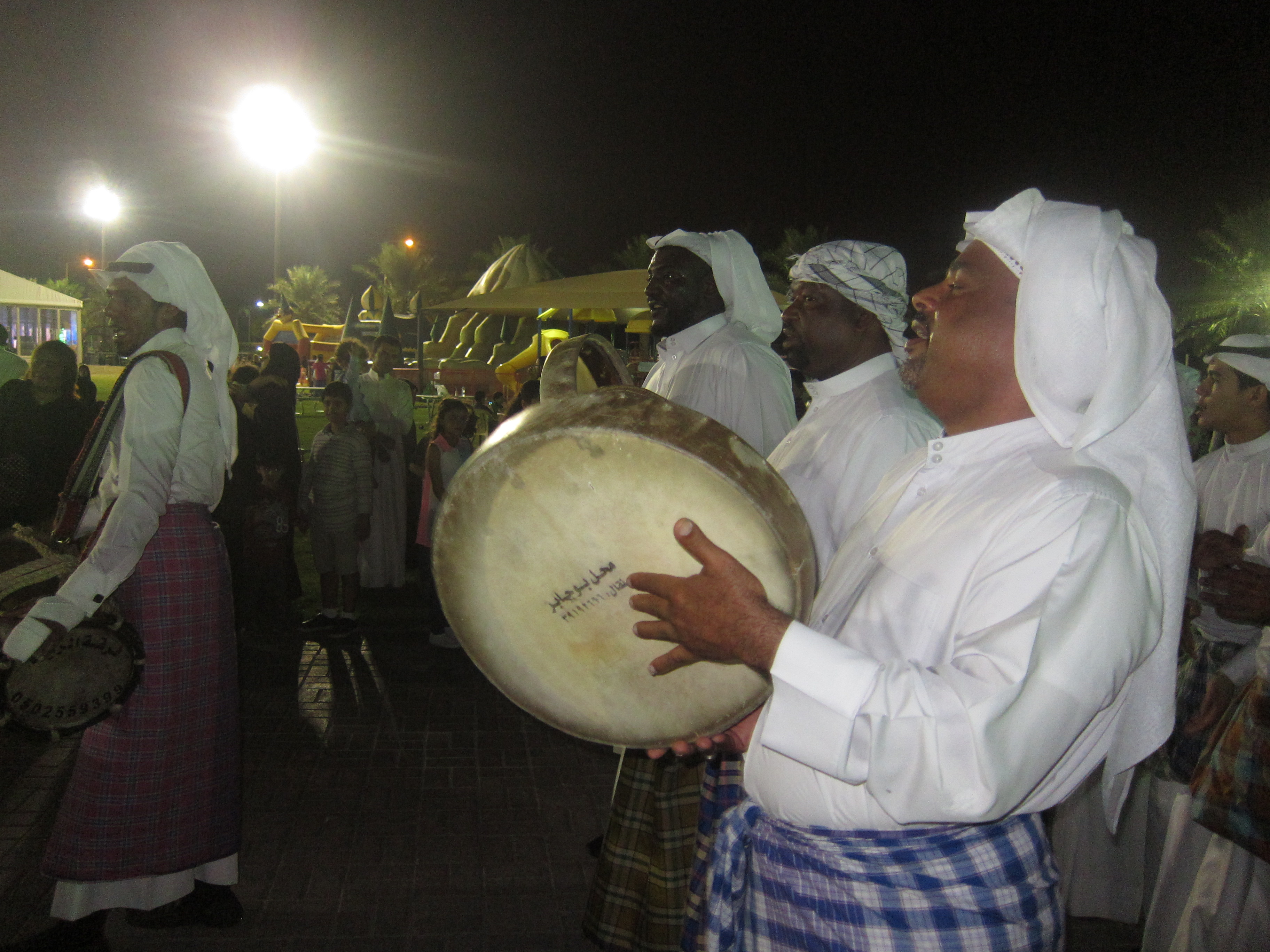
Daf (keretes dob)
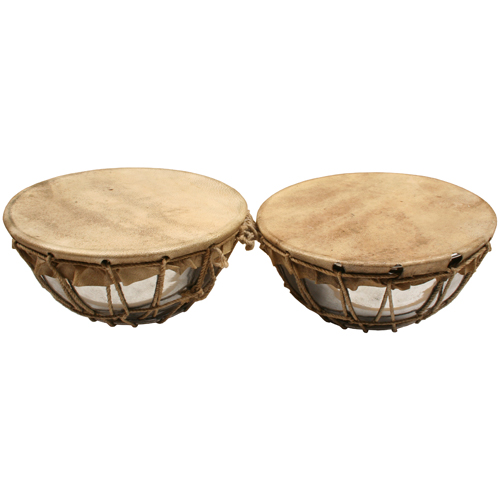
Iraki nagara (kis üstdobok)
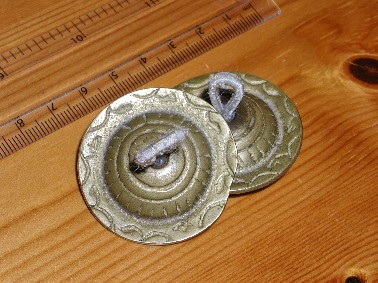
Szagat (cintányér)